# Rio Imbé
Rio Imbé är ett vattendrag i Brasilien.   Det ligger i delstaten Rio de Janeiro, i den sydöstra delen av landet, 900 km sydost om huvudstaden Brasília. Rio Imbé ligger vid sjön Lagoa de Cima.
Omgivningarna runt Rio Imbé är huvudsakligen savann. Runt Rio Imbé är det glesbefolkat, med 20 invånare per kvadratkilometer.